# مدرسه شیخ ابوسعید ابوالخیر
مدرسه شیخ ابوسعید ابوالخیر مربوط به سده‌های اولیه دوران‌های تاریخی پس از اسلام است و در کوهبنان، بلوار خواجه خضر، پارک برهان الدین کوهبنانی واقع شده و این اثر در تاریخ ۷ اسفند ۱۳۸۶ با شمارهٔ ثبت ۲۱۴۸۶ به‌عنوان یکی از آثار ملی ایران به ثبت رسیده است.